# 오카가타촌 (니가타현)
오카가타촌(岡方村)은 니가타현 기타칸바라군에 있던 촌이다.  1955년 3월 31일 합병으로 소멸되어 현재는 니가타시 기타구의 일부가 되었다.
아래의 설명은 합병 직전 당시의 구 기자키촌에 대한 설명이며, 현재는 명칭 등이 다를 수 있다. 또한, 여기에 기술되지 않은 내용에 대해서는 기타구 (니가타시)기자키 지구 등의 기사를 참조. 

## 역사
- 1901년 11월 1일 - 기타칸바라군 오쿠보촌, 미쓰모리촌, 고시오카촌이 합병해, 오카가타촌이 성립하였다.
- 1955년 3월 31일 - 구즈즈카정, 기자키촌과 합병해 도요사카정이 되어 소멸하였다. 이후 인접했던 나가우라촌이 합병에 참여하지 못했기 때문이다, 인접하지 않은 구즈즈카정, 기자키촌에 대한 영토 합병이었다. 후년 나가우라촌이 편입으로 해소했다,